# Grupo Desportivo e Recreativo de Ordins
O Grupo Desportivo e Recreativo de Ordins é uma agremiação desportiva da Freguesia de Lagares e Figueira, concelho de Penafiel, distrito do Porto.
Foi fundado a 5 de Dezembro de 1986 no lugar de Ordins, na atual freguesia de Lagares e Figueira, o seu equipamento é nas cores verde e branco. Atualmente o clube não disputa nenhum competição.

## Modalidades
- Futebol Senior:
- Futsal Feminino
- Futsal Iniciado Masculino
- Futsal Juvenil Masculino